# Бертсдорф-Херниц
Бертсдорф-Херниц (њем. Bertsdorf-Hörnitz) општина је у њемачкој савезној држави Саксонија. Једно је од 59 општинских средишта округа Герлиц. Према процјени из 2010. у општини је живјело 2.415 становника. Посједује регионалну шифру (AGS) 14626050.

## Географски и демографски подаци
Бертсдорф-Херниц се налази у савезној држави Саксонија у округу Герлиц. Општина се налази на надморској висини од 309 метара. Површина општине износи 18,0 km².

## Становништво
У самом мјесту је, према процјени из 2010. године, живјело 2.415 становника. Просјечна густина становништва износи 134 становника/km².

## Међународна сарадња
| Мјесто     | Држава  | Врста сарадње | Од    |
| ---------- | ------- | ------------- | ----- |
| Портсмаунт | САД     | партнерство   | 2001. |
| Богатиња   | Пољска  | партнерство   | 2000. |
| Пистоја    | Италија | партнерство   | 2000. |
| Либерец    | Чешка   | партнерство   | 1973. |
| Извор      |         |               |       |